# Șibot
Șibot (anciennement : Jibot, en hongrois : Alkenyér ou Zsibót, en allemand : Unter-Brodsdorf) est une commune du județ d'Alba, Roumanie qui compte 2 236 habitants.
La commune est composée de quatre villages : Balomiru de Câmp, Băcăinți, Sărăcsău et Șibot.

## Démographie
D'après le recensement de 2011, la commune compte 2 236 habitants, en forte baisse par rapport au recensement de 2002 où elle en comptait 2 480.
Lors de ce recensement de 2011, 92,04 % de la population se déclare roumaine, 3,13 % de la population se déclare rom (4,79 % ne déclare pas d'appartenance ethnique).

## Politique
| Période                                  | Période  | Identité   | Étiquette | Qualité |
| ---------------------------------------- | -------- | ---------- | --------- | ------- |
| Les données manquantes sont à compléter. |          |            |           |         |
| 2008                                     | En cours | Ilie Tomuș | PNL       |         |

| Parti | Parti                                                 | Sièges |
| ----- | ----------------------------------------------------- | ------ |
|       | Parti national libéral (PNL)                          | 4      |
|       | Alliance des libéraux et démocrates (ALDE)            | 3      |
|       | Parti social-démocrate (PSD)                          | 2      |
|       | Union nationale pour le progrès de la Roumanie (UNPR) | 1      |
|       | Candidat indépendant                                  | 1      |